# Gay Mercader
Lluís Jordi Mercader Aguilar (Barcelona, 1949), conegut com a Gay Mercader, és un promotor musical català.

## Biografia
Fill d'una família benestant, es va criar a París. Va tornar a Catalunya el 1971, i el 1973 va fundar l'empresa Gay & Company. Va ser el primer promotor a portar a Espanya durant el tardofranquisme les grans figures del rock internacional com els Rolling Stones (el 1976), Bob Dylan, Michael Jackson, The Police, Lou Reed, The Doors, Patti Smith, Iggy Pop, Bob Marley (el 1980) o Bruce Springsteen. Al llarg de la seva carrera ha organitzat uns 3.400 concerts.
El 2003, l'Ajuntament de Barcelona li va atorgar la Medalla d'or al Mèrit Cultural per la «seva capacitat d'avançar-se a modes i tendències aconseguint incloure Barcelona en les gires internacionals dels músics».
És nebot de l'actriu Maria Mercader i del director de cinema Vittorio de Sica, i parent llunyà de Ramon Mercader.
L'any 2019, Pilar Cruz i Montse Mompó realitzaren la pel·lícula documental El gran mercader del Rock and Roll, un retrat, des del seu idíl·lic semiretir campestre, en què Mercader assegura que la seva prioritat és la cura de gossos, cavalls i gallines, i repassa els més de 3400 concerts que ha organitzat al llarg de la seva trajectòria acompanyat del testimoni d'artistes i amistats.